# Josep Raich
Josep Raich Garriga (28 tháng 8 năm 1913 – 25 tháng 7 năm 1988) là một cựu cầu thủ bóng đá người Tây Ban Nha gốc Catalan từng chơi cho Joventut FC, CE Júpiter và FC Barcelona ở Tây Ban Nha và FC Sète và Troyes AC ở Pháp. Ông đã chơi một lần cho Tây Ban Nha vào năm 1941.

## Nghề nghiệp
Được sinh ra ở Molins de Rei, Raich bắt đầu chơi bóng đá với tài tử địa phương Joventut FC. Ông đã trở thành một chuyên gia với FC Barcelona, nơi ông ra mắt La Liga trong mùa giải 1933-34.
Câu lạc bộ bóng đá quê hương của ông ấy, Penya Blaugrana "Josep Raich" Molins de Rei, và sân vận động của nó đã được đổi tên để vinh danh vào năm 1995.